# 121468 Msovinskihaskell
121468 Msovinskihaskell è un asteroide della fascia principale. Scoperto nel 1999, presenta un'orbita caratterizzata da un semiasse maggiore pari a 3,0127643 UA e da un'eccentricità di 0,2330004, inclinata di 15,04270° rispetto all'eclittica.